# Neurospora pannonica
Neurospora pannonica är en svampart som beskrevs av J.C. Krug & R.S. Khan 1992. Neurospora pannonica ingår i släktet Neurospora och familjen Sordariaceae.   Inga underarter finns listade i Catalogue of Life.